# Corey Brown
Corey Phillip Brown (Filadelfia, 16 dicembre 1991) è un giocatore di football americano statunitense che milita nel ruolo di wide receiver per i Buffalo Bills della National Football League (NFL).

## Biografia
Dopo avere giocato al college a football ad Ohio State, Brown non fu scelto nel corso del Draft NFL 2014, firmando con i Carolina Panthers. Debuttò come professionista subentrando nella gara del primo turno contro i Baltimore Ravens. Il 5 ottobre divenne il primo giocatore della franchigia a ritornare un punt in touchdown dai tempi di Steve Smith nel 2003. Nella settimana 11 contro gli Atlanta Falcons segnò il primo touchdown su ricezione su passaggio di Cam Newton.
Nel 2015, complice l'infortunio di Kelvin Benjamin, Brown trovò maggior spazio disputando 14 partite, di cui 11 come titolare, segnando quattro touchdown su ricezione. Partito come titolare nella finale della NFC contro gli Arizona Cardinals, segnò una marcatura su una ricezione da 86 yard nella vittoria che qualificò Carolina per il Super Bowl 50.

### Buffalo Bills
Nel 2017, Brown firmò con i Buffalo Bills.

## Palmarès

### Franchigia
- National Football Conference Championship: 1

Carolina Panthers: 2015

## Statistiche
| Partite totali         | 27  |
| Partite da titolare    | 14  |
| Ricezioni              | 52  |
| Yard ricevute          | 743 |
| Touchdown su ricezione | 6   |

Statistiche aggiornate alla stagione 2015